# Браян Берроуз
Браян Берроуз (англ. Brian Burrows, нар. 17 лютого 1988) — американський стрілець, бронзовий призер Олімпійських ігор 2020 року.

## Виступи на Олімпіадах
| Олімпіада  | Дисципліна  | Місце |
| ---------- | ----------- | ----- |
| Токіо 2020 | трап        | 12    |
| Токіо 2020 | трап, мікст | 3     |

## Зовнішні посилання
- Браян Берроуз [Архівовано 31 липня 2021 у Wayback Machine.] на сайті ISSF

1. 1 2  https://www.teamusa.org/Athletes/BU/Brian-Burrows
2. ↑  https://www.olympedia.org/athletes/147448
3. ↑  https://www.linkedin.com/in/brian-burrows-61840a50/
4. ↑  https://olympics.com/tokyo-2020/olympic-games/en/results/shooting/athlete-profile-n1335339-burrows-brian.htm
5. 1 2  Hoffman R. LinkedIn — 2003.